# 勒烏瑞·賈西亞
勒烏瑞·賈西亞（西班牙語：Leury García，1991年3月18日—），為美國職棒大聯盟的工具人，目前效力於尤卡坦獅子。他先前曾效力過遊騎兵與白襪兩隊，並於2013年登上大聯盟。賈西亞主要擔任內野手和中外野手，除了捕手和一壘手以外，其餘位置賈西亞皆有守備經驗。

## 職業生涯

### 德州遊騎兵
2013年，賈西亞代表多明尼加參加經典賽，不過當時年僅22歲的他並未有太多上場機會。同年4月6日，賈西亞順利登上大聯盟，不過他在首打席遭到三振。後來隨著伊恩·金斯勒傷癒回歸，賈西亞也被下放到3A。

### 芝加哥白襪
2013年8月11日，遊騎兵用賈西亞向白襪交易亞力士·利歐斯。這年他在白襪隊的打擊率為2成04，並有1分打點。
2014年，由於球隊內野手Gordon Beckham和Jeff Keppinger都在開季前受傷，所以賈西亞獲得出賽機會。6月4日，賈西亞敲出大聯盟首轟。
2019年，他的打擊率為2成79。其中滾地球比54.9%為美聯最高，飛球比23.6%是美聯最低。另外他也敲出美聯最多的11支觸擊安打。
2020年，賈西亞因為在撲壘時傷到左手大拇指，導致整年他僅出賽16場比賽。不過他成功在2020年美國聯盟外卡系列賽回歸。

## 外部連結
- 球員資訊和成績在MLB ，ESPN ，Retrosheet ，Baseball Reference ，Baseball Reference (Minors) ，Fangraphs ，The Baseball Cube （英文）
- 勒烏瑞·賈西亞的X（前Twitter）